# Teodor Schalin

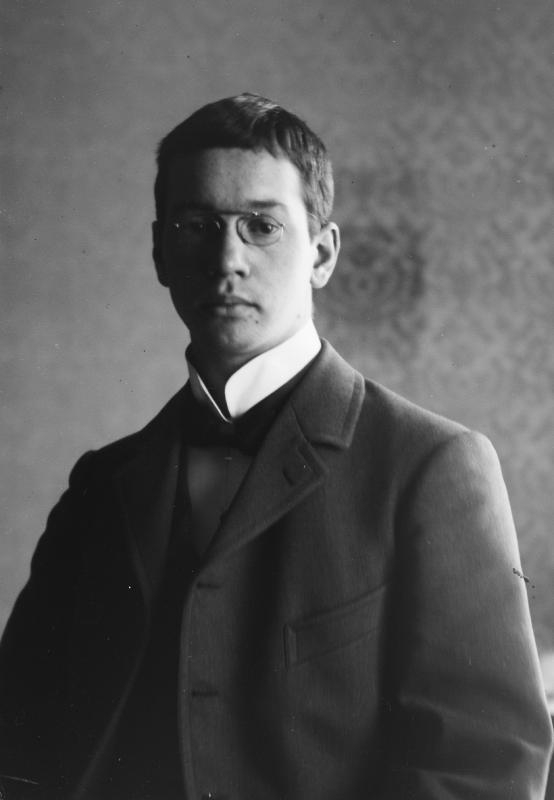
Teodor Schalin i början av 1900-talet.

Zacharias Teodor Schalin, född 19 november 1882 i Helsingfors, död 31 juli 1960 i Pargas, var en finländsk skulptör och målare.
Efter studentexamen 1900 genomgick Schalin Finska Konstföreningens ritskola 1901–1903 och bedrev samtidigt studier vid universitetets ritsal. Han verkade 1909–1949 som teckningslärare i ett flertal läroverk, längsta tiden, från 1917, i Åbo, där han även gjorde en betydande insats vid Konstföreningens i Åbo ritskola 1917–1947. Som skulptör verkade han huvudsakligen 1911–17.
I yngre år arbetade Schalin främst som skämttecknare, bland annat i den satiriska tidskriften Fyren och illustratör men övergick småningom nästan helt till att måla porträtt och om somrarna landskap. En studieresa till Berlin 1919–1920 medförde en nyorientering mot större expressivitet och kraftigare anslag. Som porträttmålare utförde Schalin cirka 300 arbeten; bland dem märks porträtt av hovrättspresidenten Hugo Lilius (1932), biskop Georg Olof Rosenqvist (1957) och Ralf Törngren (1958). Han framträdde på äldre dagar även som medaljkonstnär.
Teodor Schalin var bror till prästen Olav Schalin och i sitt andra äktenskap (från 1921) gift med konstnären Greta Schalin.